# Championnats du monde de gymnastique artistique 1992
Navigation
Édition précédente Édition suivante
Les 27e championnats du monde de gymnastique artistique ont eu lieu à Paris en France. Le concours par équipe ainsi que le concours général individuel n'ont pas eu lieu pour cette 27e édition.

## Résultats hommes

### Sol
| 1st | Igor Korobchinsky (CIS)* | 9.812 |
| 2nd | Vitaly Scherbo (CIS)*    | 9.687 |
| 3rd | Maik Krahberg (GER)      | 9.625 |

### Cheval d'arçon
| 1st | Li Jing (CHN)         | 9.850** |
| 1st | Vitaly Scherbo (CIS)* | 9.850** |
| 1st | Pae Gil-su (PRK)      | 9.850** |

### Anneaux
| 1st | Vitaly Scherbo (CIS)*      | 9.900 |
| 2nd | Szilveszter Csollany (HUN) | 9.850 |
| 3rd | Grigory Misutin (CIS)*     | 9.837 |

### Saut
| 1st | You Ok Youl (KOR)        | 9.675  |
| 2nd | Igor Korobchinsky (CIS)* | 9.587  |
| 3rd | Victor Colon (PUR)       | 9.581* |
| 3rd | Curtis Hibbert (CAN)     | 9.581* |

### Barres parallèles
| 1st | Aleksey Voropayev (CIS)* | 9.887** |
| 1st | Li Jing (CHN)            | 9.887** |
| 3rd | Valery Belenky (CIS)*    | 9.800   |

### Barre fixe
| 1st | Grigory Misutin (CIS)    | 9.862 |
| 2nd | Li Jing (CHN)            | 9.825 |
| 3rd | Igor Korobchinsky (CIS)* | 9.787 |

## Résultats femmes

### Saut
| 1st | Henrietta Onodi (HUN)      | 9.950 |
| 2nd | Svetlana Boginskaya (CIS)* | 9.943 |
| 3rd | Oksana Chusovitina (CIS)*  | 9.937 |

### Barres asymétriques
| 1st | Lavinia Miloşovici (ROU) | 9.950 |
| 2nd | Betty Okino (USA)        | 9.900 |
| 3rd | Mirela Pasca (ROU)       | 9.887 |

### Poutre
| 1st | Kim Zmeskal (USA)    | 9.925   |
| 2nd | Li Yifang (CHN)      | 9.850** |
| 2nd | Maria Neculiţă (ROU) | 9.850** |

### Sol
| 1st | Kim Zmeskal (USA)       | 9.937   |
| 2nd | Henrietta Onodi (HUN)   | 9.912   |
| 3rd | Maria Neculiţă (ROU)    | 9.887** |
| 3rd | Tatiana Lyssenko (CIS)* | 9.887** |